# 그때 그사람 (영화)
"그때 그사람"은 1980년에 개봉한 대한민국의 영화이다.

## 캐스팅
- 강신성일 : 성민 역
- 유지인
- 전양자
- 정영숙
- 최병철
- 박암
- 전숙
- 길달호
- 이미경
- 박철민
- 최효선
- 최우성
- 최성주
- 안진수
- 김기범